# Łaskarzew
Łaskarzew este un oraș în Polonia.